# Amerikanisches Gelbholz
Das Amerikanische Gelbholz (Cladrastis kentukea (Dum. Cours.) Rudd, Syn.: Cladrastis lutea (F.Michx.) K.Koch) ist eine Pflanzenart aus der Gattung Cladrastis in der Unterfamilie der Schmetterlingsblütler (Faboideae).

## Beschreibung

### Vegetative Merkmale
Das Amerikanische Gelbholz wächst als sommergrüner Baum, der typischerweise Wuchshöhen von 10 bis über 16 Metern, in Ausnahmefällen auch von über 25 Metern erreicht. Er bildet eine rundliche, gewölbte Baumkrone. Seine Borke ist glatt und dünn, hat eine graue bis grau-braune Farbe und ähnelt derer der Rotbuche. Die leuchtend gelbe Farbe des Holzes ist die Ursache für den deutschen Trivialnamen Amerikanisches Gelbholz.
Die wechselständig angeordneten Laubblätter sind bis zu 25 bis 32 Zentimeter lang und in Blattstiel sowie -spreite gegliedert. Der Blattstiel ist 3 bis 5 Zentimeter lang. Die Blattspreite ist wechselnd unpaarig gefiedert mit meist sieben oder neun (fünf bis elf) Fiederblättchen. Die kurz gestieltenBlättchen sind bei einer Länge von bis zu 6 bis 14 Zentimeter sowie einer Breite von 3 bis 9 Zentimeter eiförmig bis verkehrt-eiförmig oder elliptisch mit spitzem bis bespitztem oberen Ende und ganzrandig. Die Unterseite ist leicht behaart, die Oberseite ist kahl. Die Nebenblätter fehlen. Die Herbstfärbung ist ein leuchtendes Gelb bis Orange. Fallen die Blätter, bleibt die Rhachis etwas erhalten und der Blattstiel umschließt unten die neue Blattknospe.

### Generative Merkmale
Das Amerikanische Gelbholz blüht von Juni bis August, in seinem Ursprungsgebiet aber nur unregelmäßig alle drei bis fünf Jahre. Es sind Blütenstandsschäfte vorhanden. Zahlreiche hängende Blüten befinden sich in 25 bis 35 Zentimeter langen, endständigen und gestielten traubigen Blütenständen. Die Blütenstiele sind relativ kurz.
Die angenehm duftenden, zwittrigen Blüten sind zygomorph und fünfzählig mit doppelter Blütenhülle. Der behaarte und becherförmige Kelch endet in kurzen Kelchlappen. Die weiße bis selten rosafarbene Blütenkrone hat die Form einer Schmetterlingsblüte.
Die 6 bis 10 Zentimeter langen, flachen und bespitzten Hülsenfrüchte enthalten einen bis sieben Samen und sind kahl. Die flachen, braunen Samen sind leicht nierenförmig.
Die Chromosomenzahl beträgt 2n = 28.

## Verbreitung
Ursprünglich war das Amerikanische Gelbholz nur im östlichen Teil von Nordamerika, etwa von Virginia bis Georgia, verbreitet.

## Taxonomie
Die Erstbeschreibung erfolge 1811 unter dem Namen (Basionym) Sophora kentukea durch Georges Louis Marie Dumont de Courset in Le Botaniste Cultivateur, 2. Auflage, Band 6, Seite 56. Die Neukombination zu Cladrastis kentukea (Dum.Cours.) Rudd wurde 1971 durch Velva Elaine Rudd in Phytologia; Designed to Expedite Botanical Publication. Band 21, Teil 5, Seite 327 veröffentlicht. Ein weiteres Synonym für Cladrastis kentukea (Dum.Cours.) Rudd ist Cladrastis lutea (F.Michx.) K.Koch.

## Verwendung
Das Amerikanische Gelbholz wird in den gemäßigten Gebieten als Zierpflanze an Straßen und in Parks verwendet. Er gedeiht am besten auf kalkhaltigen, frischen, tiefgründigen Böden und verträgt Schatten.
Aus seinem gelblichen Holz lässt sich ein Textilfarbstoff gewinnen. Das Holz selbst wird in geringen Mengen für Spezialmöbel, Gewehrschäfte und dekorative Drechselarbeiten verwendet.

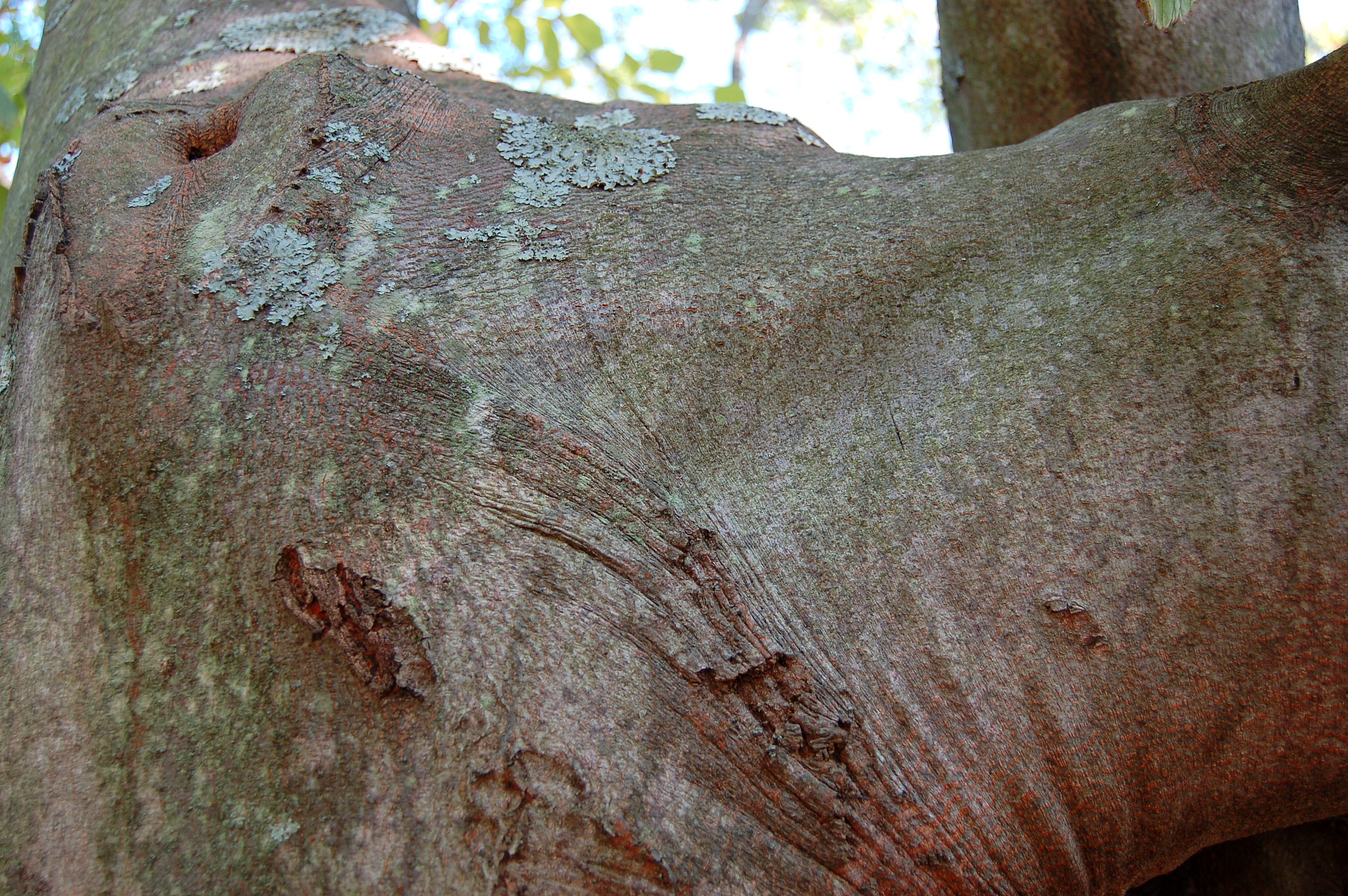
Borke
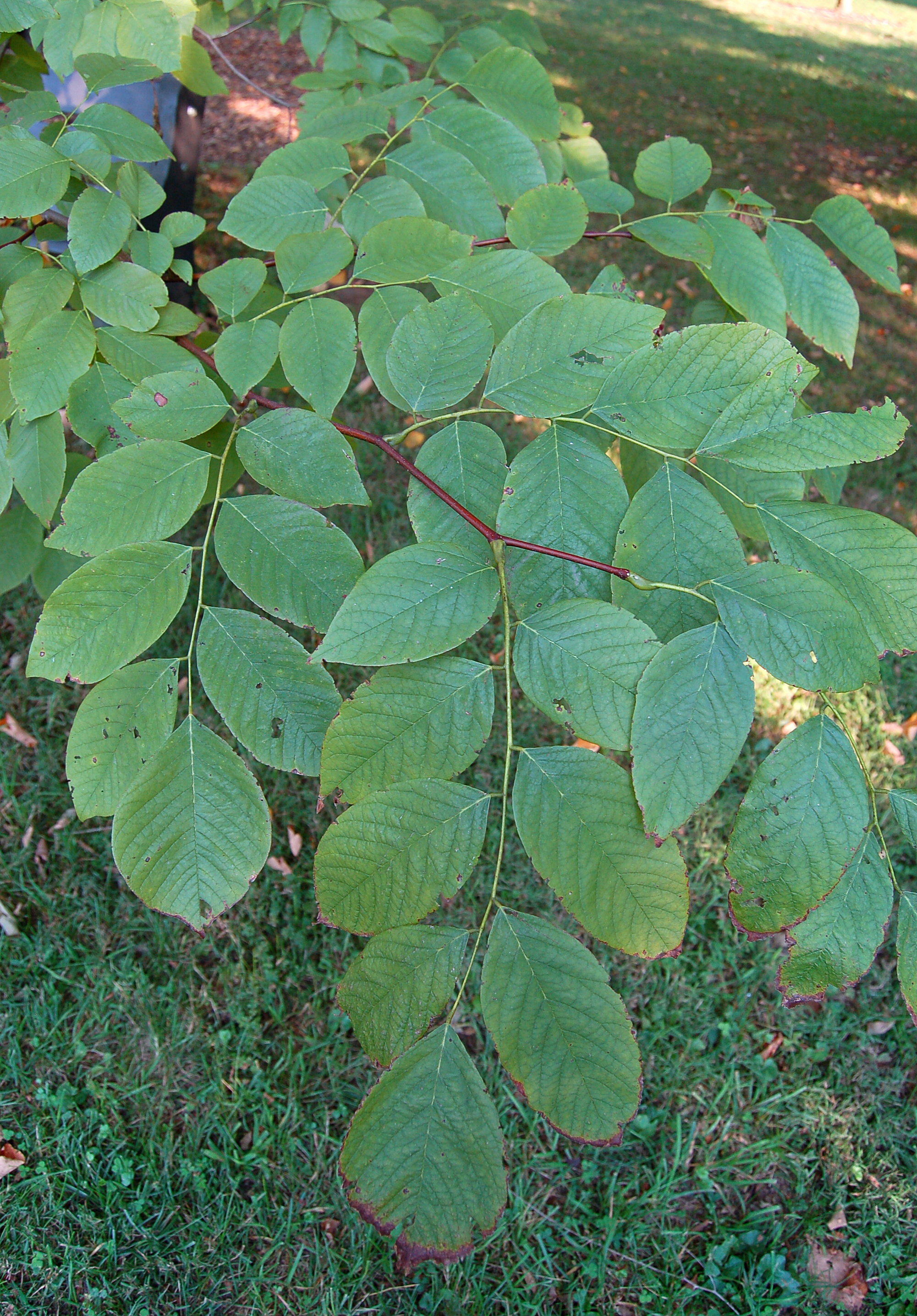
Unpaarig gefiederte Laubblätter
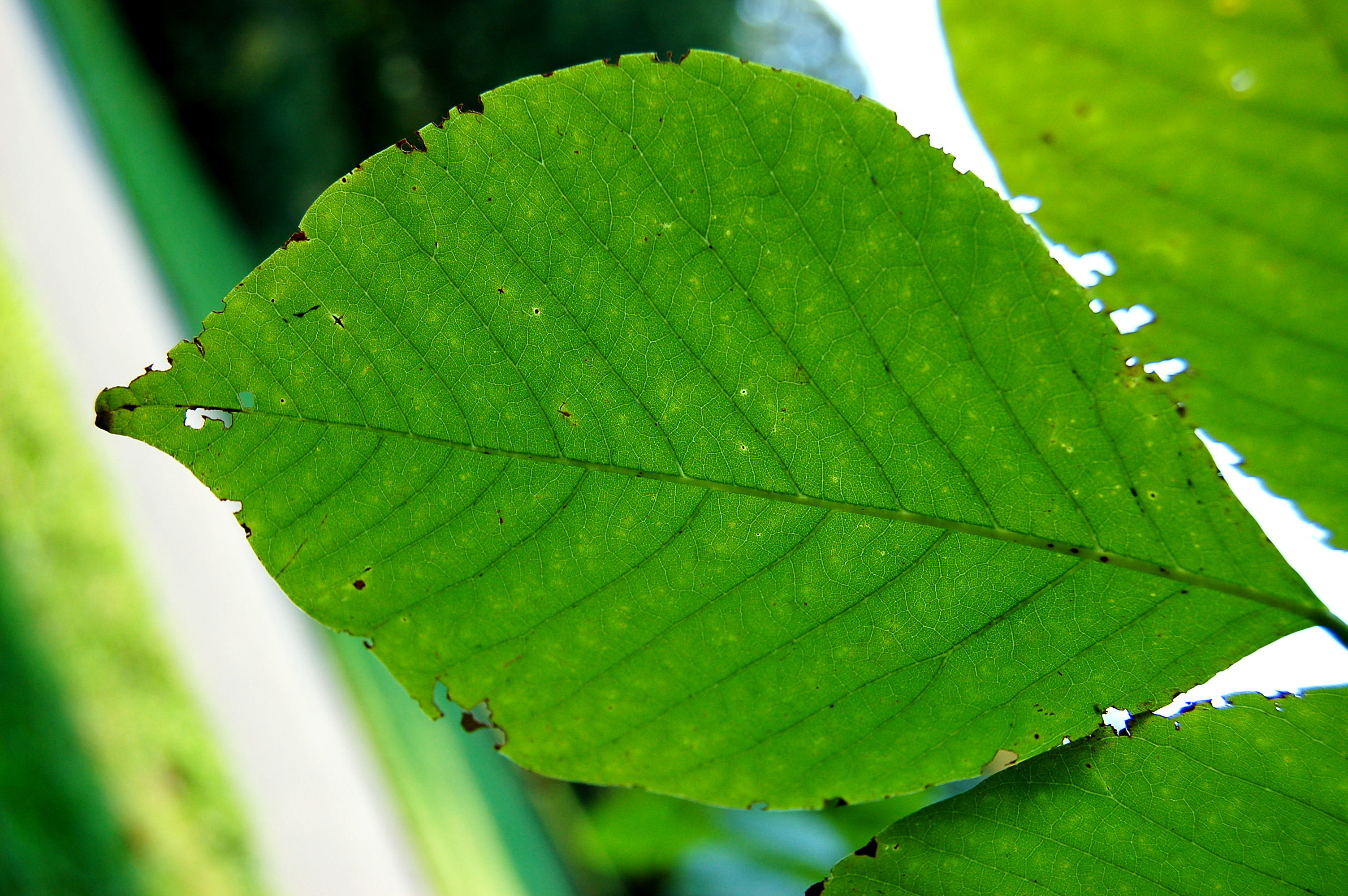
Blättchen
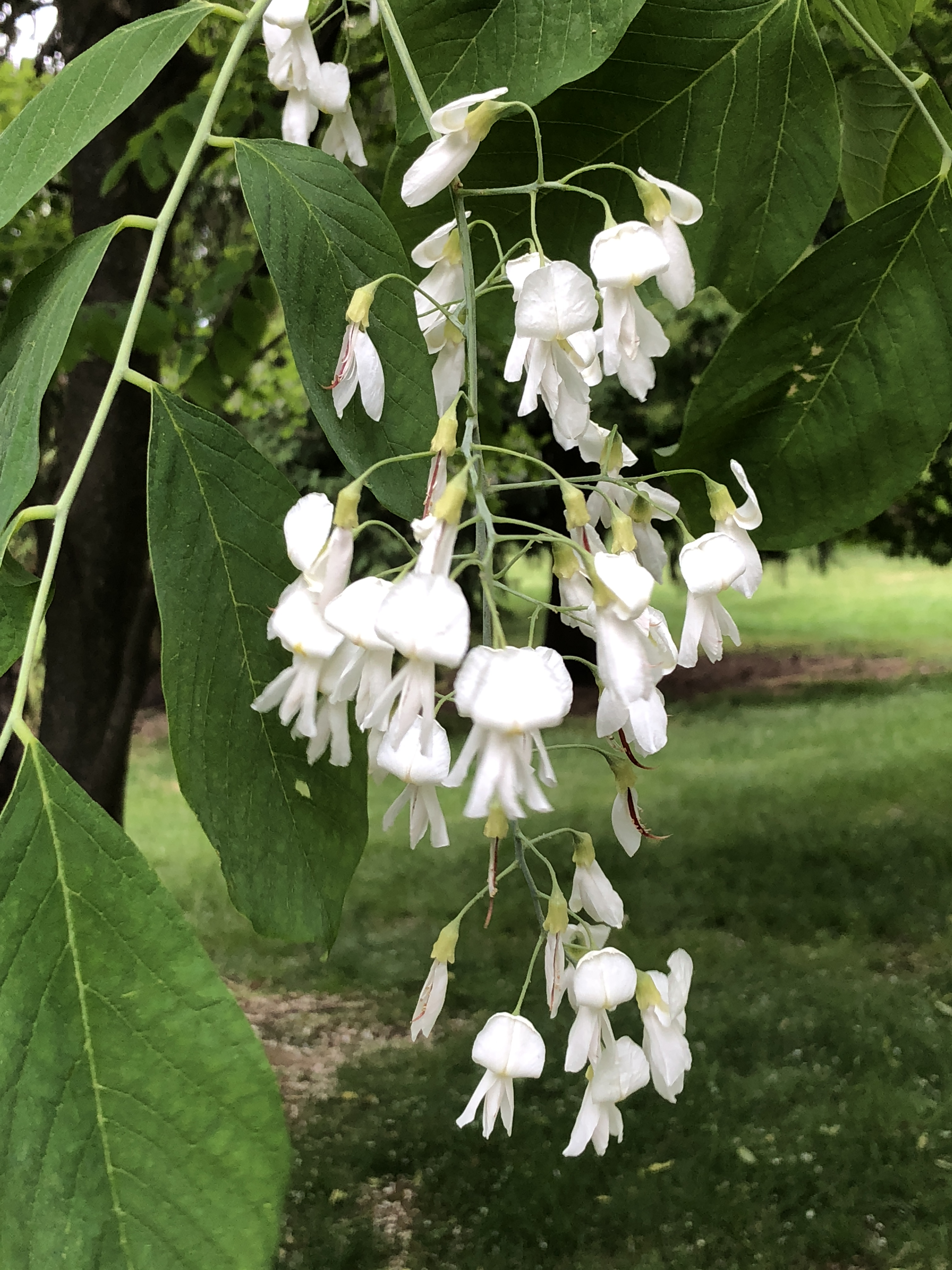
Blütenstand
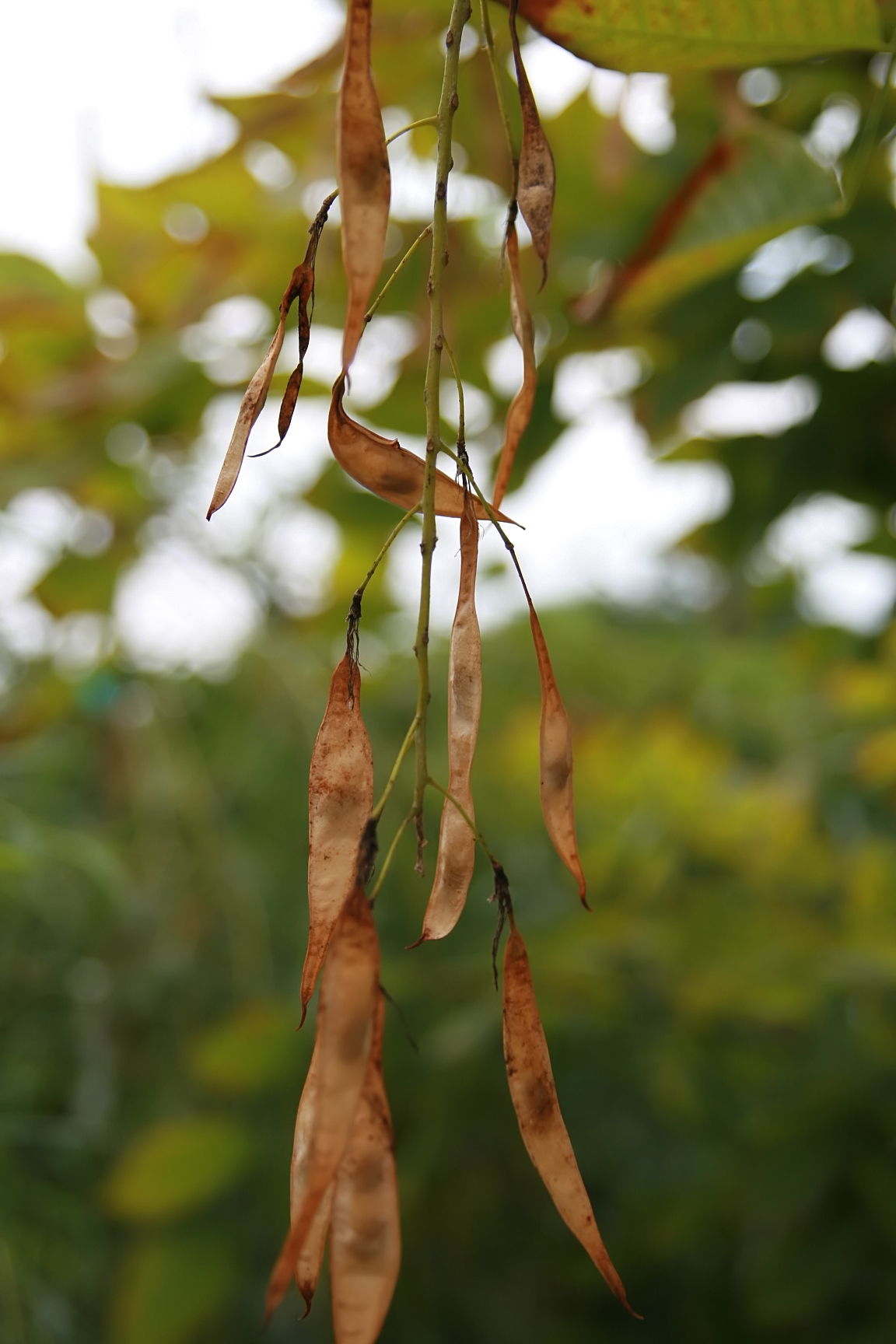
Früchte